# Šamchal
Šamchal (in russo Шамхал?) è un insediamento di tipo urbano della Russia situato nel Daghestan. Fa parte del distretto urbano della città di Machačkala. Si trova 15 km a nord-ovest della capitale.